# Chigul
Chioma Omeruah được biết đến với cái tên Chigul là một Diễn viên hài, ca sĩ và Diễn viên người Nigeria, người được biết đến với giọng nói và các nhân vật hài hước.

## Cuộc đời và sự nghiệp
Omeruah được sinh ra ở Lagos với cha mẹ Igbo. Cô chuyển đi trong khi vẫn còn là một đứa bé. Cô là người con thứ hai trong bốn người con của Air Commodore Samson Omeruah.
Cô theo học hai trường trung học Không quân một ở Jos và sau đó là Ikeja, Lagos. Cô có một thời gian ngắn học tại một trường đại học ở Nigeria trước khi cô rời đi học, theo yêu cầu của cha cô, Tư pháp hình sự ở Mỹ. Đây không phải là một thành công nên cô đã rời đi sau hai năm  để theo học ngành Giáo dục Pháp tại Đại học bang Delaware. Omeruah là một nhà ngôn ngữ học và nói một số ngôn ngữ. Cô trở về Nigeria sau mười hai năm ở Mỹ.
Ban đầu, cô trở thành ca sĩ dưới cái tên C-Flow nhưng điều này đã được các nhân vật của cô làm cho - nhân vật chính là Chigul. Chigul nói bằng giọng Igbo mạnh mẽ. Chigul lần đầu tiên được nghe khi thu âm bài hát "Kilode" do Omeruah gửi cho bạn bè nhưng âm thanh đã sớm được gửi lại xung quanh Nigeria.
Omeruah có mười hai nhân vật nhưng cô được gọi là "Chigul" sau phát minh nổi tiếng nhất của mình. Cô đã được phỏng vấn và khen ngợi bởi một số phương tiện truyền thông. Cô đã có một cuộc nói chuyện TEDx  và xuất hiện như một nhân vật trong bộ phim Nollywood, Road to Yesterday.
Năm 2015, cô xuất hiện với tư cách khách mời trong đĩa đơn "Karishika" của Falz.
Chigul đã kết hôn nhưng điều này đã kết thúc mà không có con chung.

## Đóng phim
- Tiệc cưới 2 (2017)
- Đảo ma chuối (2017) [7]
- Đường đến ngày hôm qua (2015)